# Жемберовце
Жемберовце (словац. Žemberovce) — село, громада округу Левіце, Нітранський край. Кадастрова площа громади — 29.51 км².
Населення 1264 особи (станом на 31 грудня 2018 року).

## Історія
Жемберовце згадується 1256 року.

## Географія
Протікає Жемберовський потік.

## Населення
| Рік:            | 1994. | 2004.   | 2014.   | 2024.   |
| --------------- | ----- | ------- | ------- | ------- |
| Кількість осіб: | 1299  | 1239    | 1267    | 1235    |
| Різниця:        |       | -4,61 % | +2,25 % | -2,52 % |

| Рік:            | 2023. | 2024.   |
| --------------- | ----- | ------- |
| Кількість осіб: | 1234  | 1235    |
| Різниця:        |       | +0,08 % |